# 异叶榕
异叶榕（学名：Ficus heteromorpha）为桑科榕属下的一个种。

## 扩展阅读
- 維基物種上的相關：异叶榕